# ياسوناري هيراوكا
ياسوناري هيراوكا (باليابانية: 平岡 靖成) (13 مارس 1972 في يايتا في اليابان – )؛ هو لاعب كرة قدم ياباني سابق كان يلعب كمدافع.

## وصلات خارجية
- ياسوناري هيراوكا على موقع رابطة كرة القدم اليابانية للمحترفين (اليابانية)
- ياسوناري هيراوكا على موقع قاعدة بيانات كرة القدم.إي يو (الإنجليزية)
- ياسوناري هيراوكا على موقع عالم كرة القدم.نت (الإنجليزية)